# Ikarus MM-2
Ikarus MM-2 (Икарус MM-2) là một mẫu thử máy bay huấn luyện của Nam Tư, do nhà máy Ikarus thiết kế chế tạo.

## Quốc gia sử dụng
Yugoslavia
- Không quân Nam Tư

 NDH
- Không quân Nhà nước Độc lập Croatia

## Tính năng kỹ chiến thuật
Dữ liệu lấy từ :Боснић, Петар (март 1999.). Архив. "Авион МИМА-2 (II) Драгуљ предратне југословенске ваздухопловне индустрије" (in (Serbian)). Аеромагазин (-{YU}--Београд: ББ Софт) 8: стр. 38 - 41. ISSN: 1450-6068.
Đặc tính tổng quan
- Kíp lái: 2
- Chiều dài: 7,20 m (23 ft 7 in)
- Sải cánh: 9,30 m (30 ft 6 in)
- Chiều cao: 2,89 m (9 ft 6 in) cánh cụp, 13,60 m2 (146,4 foot vuông) cánh xòe
- Trọng lượng rỗng: 894 kg (1.971 lb)
- Trọng lượng cất cánh tối đa: 1.330 kg (2.932 lb)
- Sức chứa nhiên liệu: 160
- Động cơ: 1 × IAM K-7, 310 kW (420 hp)
- Cánh quạt: 2-lá

Hiệu suất bay
- Vận tốc cực đại: 400 km/h (249 mph; 216 kn) 400
- Vận tốc hành trình: 304 km/h (189 mph; 164 kn)
- Vận tốc có thể điều khiển nhỏ nhất: 98 km/h (61 mph; 53 kn)
- Tầm bay: 764 km (475 mi; 413 nmi)
- Trần bay: 9.250 m (30.348 ft)
- Vận tốc lên cao: 12,3 m/s (2.420 ft/min)